# Bretonnières
Bretonnières is een gemeente en plaats in het Zwitserse kanton Vaud, en maakt deel uit van het district Orbe.
Bretonnières telt 212 inwoners.